# Инвестиционный налоговый кредит
Инвестиционный налоговый кредит — форма изменения срока исполнения налогового обязательства, при которой налогоплательщику предоставляется возможность уменьшить платежи по налогу на прибыль организации с последующей уплатой суммы кредита и процентов.
В Российской Федерации предоставляется на срок от года до 5 лет  по налогу на прибыль организации, а также по региональным и местным налогам.
Проценты на сумму кредита определяются по ставке, не менее одной второй и не превышающей три четвертых ставки рефинансирования Центрального банка России.
В случае если организация включена в реестр резидентов зоны территориального развития, то срок предоставления инвестиционного налогового кредита может быть увеличен до 10 лет, а процентная ставка будет составлять - 0%.

## Основания для предоставления кредита
- проведение научно-исследовательских или опытно-конструкторских работ, технического перевооружения производства (на сумму 100 % от стоимости оборудования);
- осуществление инновационной деятельности или внедренческой деятельности;
- выполнение особо важного заказа по социально-экономическому развитию региона или предоставление особо важных услуг населению.
- выполнение организацией государственного оборонного заказа
- осуществление этой организацией инвестиций в создание объектов, имеющих наивысший класс энергетической эффективности, в том числе многоквартирных домов, и (или) относящихся к возобновляемым источникам энергии, и (или) относящихся к объектам по производству тепловой энергии, электрической энергии, имеющим коэффициент полезного действия более чем 57 процентов, и (или) иных объектов, технологий, имеющих высокую энергетическую эффективность, в соответствии с перечнем, утверждённым Правительством Российской Федерации;

(пп. 5 введен Федеральным законом от 23.11.2009 N 261-ФЗ)
- включение этой организации в реестр резидентов зоны территориального развития в соответствии с Федеральным законом "О зонах территориального развития в Российской Федерации и о внесении изменений в отдельные законодательные акты Российской Федерации".

(пп. 6 введен Федеральным законом от 03.12.2011 N 392-ФЗ)

## Предоставление
Предоставляется на основании заявления и оформляется договором между уполномоченным органом и организацией-налогоплательщиком.
Организация представляет документы:
- Заявление.
- Бизнес-план инвестиционного проекта;
- Данные о предполагаемых сроках и источниках погашения кредита.
- Расчет налога, по которому возможно предоставление инвестиционного налогового кредита, заверенный налоговой инспекцией.
- Баланс с приложением Отчета о прибылях и убытках за предыдущий отчетный период и по итогам предшествующего получению инвестиционного налогового кредита года.
- Документы об имуществе, которое является предметом залога или поручительство.
- Справка налоговой инспекции об отсутствии задолженности.
- Копии учредительных документов налогоплательщика.
- Расчет бюджетной эффективности при реализации инвестиционного проекта.

## Условия предоставления
Организация может уменьшить платежи по налогу на прибыль в течение срока действия договора. Уменьшение производится по каждому налоговому платежу за каждый отчетный период до тех пор, пока сумма, не уплаченная организацией в результате таких уменьшений (накопленная сумма кредита), не станет равной сумме кредита, предусмотренной договором.
В отчетном периоде суммы, на которые уменьшаются налоговые платежи, не должны быть больше 50 % соответствующих сумм налогов Стоимость инвестиционного налогового кредита не должна превышать 30% стоимость чистых активов предприятия в случае, если основанием кредита является не инновационная деятельность.

## Прекращение действия
- Действие договора об инвестиционном налоговом кредите может быть досрочно прекращено по соглашению сторон или по решению суда.
- Если в течение срока действия договора об инвестиционном налоговом кредите заключившая его организация нарушит предусмотренные договором условия реализации либо передачи во владение, пользование или распоряжение другим лицам оборудования или иного имущества, приобретение которого явилось основанием предоставления инвестиционного налогового кредита, эта организация в течение одного месяца со дня расторжения договора об инвестиционном налоговом кредите обязана уплатить все неуплаченные ранее в соответствии с договором суммы налога, а также соответствующие пени и проценты на неуплаченные суммы налога, начисленные за каждый календарный день действия договора об инвестиционном налоговом кредите исходя из ставки рефинансирования Центрального банка Российской Федерации, действовавшей за период от заключения до расторжения указанного договора.
- Если организация, получившая инвестиционный налоговый кредит по основаниям, указанным в подпункте 3 пункта 1 статьи 67 Налогового Кодекса РФ, нарушает свои обязательства, в связи с исполнением которых получен инвестиционный налоговый кредит в течение установленного договором срока, то не позднее трех месяцев со дня расторжения договора она обязана уплатить всю сумму неуплаченного налога и проценты на эту сумму, которые начисляются за каждый календарный день действия договора исходя из ставки, равной ставке рефинансирования Центрального банка Российской Федерации.